# Mantojärvi (sjö i Utsjoki, Lappland, Finland)
Mantojärvi är en sjö söder om Utsjoki by i Utsjoki kommun i Lappland i Finland.. Mantojärvi ligger 74,5 meter över havet. Arean är 2 kvadratkilometer och strandlinjen är 11,74 kilometer lång. Sjön  ingår i Tana älvs huvudavrinningsområde. 
Vid västra stranden av Mantojärvi ligger Utsjoki kyrka, några kilometer söder om Utsjoki by. Den största ön i sjön är Stuorrasuolu (1,1 hektar). I söder förenas sjön genom ett sund med sjön Suolojavri.